# Јакшићи
Јакшићи су били српска племићка породица из 15. и 16. века. Након пада Српске деспотовине (1459) прешли су у Угарску, где су се за време владавине краља Матије Корвина истакли у борби против Турака. Поседи Јакшића у Угарској налазили су се претежно у Поморишју, а такође и у јужноугарским жупанијама Сремској и Вуковској. Припадали су највишем слоју српског племства у Угарској, а путем брачних веза ородили су се са династијом Бранковића и разним угарским, пољским и руским племићким породицама.

## Војвода Јакша Брежичић
Војвода Јакша Брежичић био је војсковођа српског деспота Ђурђа Бранковића. Као турски вазал деспот Ђурађ Бранковић био је приморан да пошаље своју војску и учествује у опсади Цариграда 1453. године. Тада је цар поручио деспоту да му пошаље хиљаду и пет стотина коња (тј. коњаника) према уговору о примирју, говорећи да хоће да крене у Караманову земљу. И тако је деспот отпремио војводу Јакшу Брежичића са хиљаду и пет стотина коња, не знајући каква је намера цара. А цар не говорећи никоме, пусти брзе коњанике ка Цариграду да бију, убијају кога год сретну све до самих опкопа. Онда је сам цар, приспевши са свом својом силом, опсео Цариград. Чувши то господин Јакша с оним људима што су од деспота били отправљени, хтедоше се вратити назад, али су били опоменути, ако би тако учинили, на путу би били уништени, зато су морали да иду ка Стамболу; па ипак наша помоћ није Турцима много помогла. Турски Султан Мехмед Други Освајач заузео је Цариград 1453. године чиме је престало да постоји хиљадугодишња Византија.

## Јакшићи у Угарској
Синови војводе Јакше, Стеван и Дмитар Јакшићи, из Јагодине, прешли су у Угарску са 1200 својих ратника, и добили су тамо 1464. године од угарског краља Матије нађлачко властелинство. У Надлаку су подигли дворац, где су стално боравили, и ту на имању насељавали Србе поданике. Касније су њихови синови, Марко Стеванов и Петар Дмитров поделили посед Нађлак на два дела, да би сваки био „свој на своме”. О том говори и српска епска песма „Диоба Јакшића”.
Браћа Јакшићи су имали у Чанадској жупанији 52 поседа, у Темишварској 25 и у Арадској 2. Јакшићи — Петар су после већих битака, попут оне 1480. године код Крушевца, превели на 60.000 Срба, населивши их у јужној Угарској на Темишварској грофовији, као поданике. Јован Јакшић је заједно са другим властелинима који су ратовали са Турцима, 1481. године преселио око Темишвара становнике њих око 50.000, из 150 села у крушевачком крају.
Другом половином 15. века, на тлу Словачке, ратничким подвизима су се прославили многи српски великаши. Било је то време ратова угарских краљева против пољских и немачких владара. У бици код Кошица у саставу војске угарског краља Матије Корвина 1474. године прославио се војсковођа Дмитар Јакшић, јунак српских народних песама, који је поседовао десетине насеља у Поморишју. Скривен у шуми са коњичким одредом, уз велику ратну вештину и храброст, испресецао је непријатељску војску и притом освојио градове Хумане и Михаловце, које је држала војска пољског краља. Његов син Стефан се истакао храброшћу 1490. године када је у двобоју победио једног мегданџију, па се пољска војска повукла. Следеће године опет се код Кошица сукобиле пољска војске краља Алберта и угарског краља Владислава. Победи угарске војске допринели су српски одреди које су предводили војвода Милош Велмужевић и браћа Јакшићи.
Српски деспот Вук Гргуревић Бранковић, војвода Дмитар Јакшић и његов син Јован као војсковође учествовали су у походима угарског краља Матије против Турака 1481. године у Србији у којима је хришћанска војска стигла до Крушевца. Војвода Јован Јакшић је командовао одредом који је ослободио Голубац. Приликом повлачења из Србије са војском се у два наврата повукло и око 110.000 Срба који су насељени у околини Темишвара. Војвода Дмитар Јакшић, враћајући се из Турске, где је био као посланик краљев код султана, је у близини Смедерева био нападнут и тешко рањен. Од те ране је и умро 8. новембра 1486. године, док је Стефан умро 1489. године. Стефанов син Марко Јакшић учествовао је у бици на Мохачу 1526. године.
Маја 1514. године почео је устанак угарских крсташа против великаша. Незадовољни својим статусом и односом према њима, почели су паљење и рушење спахијских чардака и дворова и немилосрдно гоњење и убијање племића. Устанак се ширио по великом делу јужне Угарске, кроз Банат и Бачку до Срема. Захватио је и један део Срба. Страдала су имања браће Јакшића у Нађлаку и један део имања бивших деспота. Али већи део Срба устао је против тих крсташа и помагао је племићку војску у борбама против њих.

## Иван Грозни
Директни потомак породице Јакшић је руски цар Иван IV Грозни, преко треће ћерке Стефана Јакшића Ане и њене ћерке Јелене Васиљевне Глинске, супруге руског великог кнеза Василија Ивановича.

## Хиландар
Последњи племићи непосредни српски ктитори Хиландара били су Јакшићи. Деспотица Ангелина Бранковић 1503. молила је помоћ за Хиландар од руског великог кнеза Василија Ивановича. Хиландарци су средином XVI века посетили руског цара Ивана IV Васиљевича и молили га за заштиту и материјалну помоћ. Иван Грозни је постао нови ктитор Хиландара. Његова наклоност према српском манастиру објашњава се царевим пореклом, то јест родбинским везама са Јакшићима.

## Јакшићи у народним песмама
Народна епика запамтила је Јакшиће сем по њиховом јунаштву још по њиховим женидбеним авантурама и по деоби. Синови Стевана и Дмитра, Марко и Петар, делили су доиста имање своје породице и дуго су се парничили око деобе мезехеђешког спахилука, који су им очеви добили 1464. године, па су то парничење наставили и њихови потомци, нарочито женски. По народној песми, супруга Дмитра Јакшића је Анђелија.

### Покосовки циклус
- Диоба Јакшића
- Диоба Јакшића (из Црне Горе)
- Јакшићи кушају љубе
- Јакшићима двори похарани
- Женидба Јакшића Митра (из Сиња)
- Женидба Јакшића Митра (из Срема)
- Женидба Тодора Јакшића
- Ропство и женидба Јакшића Шћепана
- Два Јакшића и сестра им Јела

## Родослов
1. Јакша Брежичић, војвода деспота Ђурђа Бранковића.
  1. Стефан Јакшић (1432 — †1489), оженио се Милицом (ум. након 1506. године), за коју се раније претпостављало да је припадала породици Белмужевића, али за ту претпоставку нема потврде у изворима.[4][5]
    1. Дмитар С. Јакшић, млад умро.
    2. Стефан Јакшић II (1468 — †1520), раније се сматрало да је био ожењен Милицом Белмужевић, али та претпоставка је напуштена у новијим радовима.[6][7][8]
    3. Марко Јакшић (1480 — †1537), оженио се Поликсеном.
      1. Стефан Јакшић III
      2. Јована Јакшић, 1536. удата за Михаила Бакића.
      3. Јелисавета Јакшић, удата за Николу Доција.
      4. Марија Јакшић, удата за Коломана Артандија.
      5. Милица (Потенција) Јакшић, удата за Јована Кендефија.
      6. Маргита Јакшић, удата за Божидара Паточија.
      7. Схоластика Јакшић, удата за Владислава Зелемирија.
      8. Ана Јакшић, удата за Гашпара Банфија, касније преудата.

    4. Ана Јакшић Глинска (1473 — †1553), удата за Василија Лвовича Глинског
      1. Јуриј Васиљевич Глински (1495 — †1547)
      2. Иван Васиљевич Глински (1500 — †1550)
      3. Михаил Васиљевич Глински (1505 — †1559)
      4. Јелена Васиљевна Глинска (1506—1538), удата 1526. за Василија III Ивановича
        1. Иван Васиљевич (будући Иван IV Грозни) (1530 — †1584)
        2. Јуриј Васиљевич (будући кнез Јуриј од Углича) (1532 — †1563)

    5. Јелена Јакшић,[9][10] удата за деспота Јована Бранковића, преудата за Иваниша Бериславића
      1. Из првог брака, са Јованом Бранковићем (†1502), Јелена је имала четири кћери:
      2. Марија Бранковић. удата за Фердинанда Франкопана епископа модрушког, из куће Франкопана
      3. Јелена Бранковић. удата за Петра IV Рареша, принца Молдавије
      4. Хана Бранковић, удата за Фјодора Сангушка, маршала Волиније
      5. Марија Магдалена Бранковић, удата за Ивана Вишњевецког, а касније за Александар Федорович Чарторијски, обојица русински племићи из Волиније
      6. Из другог брака, са Иванишом Бериславићем († 1514), Јелена је имала и неколико деце:
      7. Стефан Бериславић (1510 — †1535), српски деспот
      8. Никола Бериславић († после 1527)
      9. две ћерке (имена непозната)

    6. Ирина Јакшић, удата за Матију Херцеговића Косачу.

  2. Дмитар Јакшић (? — †1486), оженио се Јеленом († после 1527).
    1. Јован Јакшић (? — † после1500)
    2. Дмитар Јакшић II (? — † погинуо у Сибињу 12. март 1510).
    3. Петар Јакшић (? — † после1521), оженио се Катарином.
      1. Дмитар Јакшић III (?-1539)
      2. Никола Јакшић (?-†1539)
      3. Јован Јакшић II (?-†1543)

    4. Ђорђе Јакшић (? — † после1500)